# Torneo Bicentenario 2010 Liga de Ascenso
El Torneo de Bicentenario 2010 fue la 30ª edición de la Liga de Ascenso de México con el que inició la temporada 2009-10.
La 30.ª edición fue nombrada Torneo Bicentenario 2010 debido a los festejos en México por el Bicentenario de la Independencia de México.
El Necaxa ascendió a Primera División y tomando el lugar de Indios de Ciudad Juárez, equipo que descendió.

## Equipos participantes

### Equipos por entidad federativa
| Estado           | N.º | Equipos            |
| ---------------- | --- | ------------------ |
| Guanajuato       | 2   | Irapuato y León    |
| Veracruz         | 2   | Orizaba y Veracruz |
| Tamaulipas       | 1   | Correcaminos UAT   |
| Aguascalientes   | 1   | Necaxa             |
| Estado de México | 1   | Atlante UTN        |
| Michoacán        | 1   | La Piedad          |
| Sinaloa          | 1   | Dorados            |
| Puebla           | 1   | Lobos BUAP         |
| Hidalgo          | 1   | Cruz Azul Hidalgo  |
| Morelos          | 1   | Pumas Morelos      |
| Durango          | 1   | Alacranes          |
| Jalisco          | 1   | Leones Negros      |
| Baja California  | 1   | Tijuana            |
| Sonora           | 1   | Guerreros          |
| Yucatán          | 1   | Mérida             |

### Información de los equipos participantes
| Equipo            | Ciudad                                  | Estadio                 |
| ----------------- | --------------------------------------- | ----------------------- |
| Atlante UTN       | Ciudad Nezahualcóyotl, Estado de México | Neza 86                 |
| Correcaminos      | Ciudad Victoria, Tamaulipas             | Marte R. Gómez          |
| Cruz Azul Hidalgo | Jasso, Hidalgo                          | 10 de Diciembre         |
| Dorados           | Culiacán, Sinaloa                       | Banorte                 |
| Durango           | Durango, Durango                        | Francisco Zarco         |
| Hermosillo FC     | Hermosillo, Sonora                      | Héroe de Nacozari       |
| Irapuato          | Irapuato, Guanajuato                    | Sergio León Chávez      |
| La Piedad         | La Piedad, Michoacán                    | Juan N. López           |
| León              | León, Guanajuato                        | León                    |
| Lobos BUAP        | Puebla, Puebla                          | Cuauhtémoc              |
| Mérida FC         | Mérida, Yucatán                         | Carlos Iturralde Rivero |
| Necaxa            | Aguascalientes, Aguascalientes          | Victoria                |
| Orizaba           | Orizaba, Veracruz                       | Socum                   |
| Pumas Morelos     | Cuernavaca, Morelos                     | Centenario              |
| Tijuana           | Tijuana, Baja California                | Caliente                |
| U de G            | Guadalajara, Jalisco                    | Jalisco                 |
| Veracruz          | Veracruz, Veracruz                      | Luis "Pirata" Fuente    |

## Tabla General
| Pos. | Equipo            | Pts. | PJ | G  | E  | P  | GF | GC | Dif. | Clasificación                   |
| ---- | ----------------- | ---- | -- | -- | -- | -- | -- | -- | ---- | ------------------------------- |
| 1    | León              | 34   | 16 | 10 | 4  | 2  | 25 | 13 | +12  | Semifinales de la liguilla      |
| 2    | Necaxa (C)        | 32   | 16 | 8  | 8  | 0  | 25 | 13 | +12  | Cuartos de final de la liguilla |
| 3    | Tijuana           | 27   | 16 | 8  | 3  | 5  | 24 | 15 | +9   | Cuartos de final de la liguilla |
| 4    | Pumas Morelos     | 26   | 16 | 8  | 2  | 6  | 21 | 16 | +5   | Cuartos de final de la liguilla |
| 5    | La Piedad         | 25   | 16 | 8  | 1  | 7  | 16 | 19 | −3   | Cuartos de final de la liguilla |
| 6    | Correcaminos UAT  | 24   | 16 | 7  | 3  | 6  | 22 | 17 | +5   | Cuartos de final de la liguilla |
| 7    | Lobos BUAP        | 24   | 16 | 7  | 3  | 6  | 17 | 22 | −5   | Cuartos de final de la liguilla |
| 8    | Irapuato          | 23   | 16 | 6  | 5  | 5  | 21 | 18 | +3   |                                 |
| 9    | Cruz Azul Hidalgo | 23   | 16 | 6  | 5  | 5  | 17 | 14 | +3   |                                 |
| 10   | Mérida            | 22   | 16 | 5  | 7  | 4  | 21 | 14 | +7   |                                 |
| 11   | Orizaba           | 22   | 16 | 4  | 10 | 2  | 19 | 17 | +2   |                                 |
| 12   | Dorados           | 19   | 16 | 5  | 4  | 7  | 18 | 20 | −2   |                                 |
| 13   | Atlante UTN       | 17   | 16 | 4  | 5  | 7  | 24 | 26 | −2   |                                 |
| 14   | Durango           | 15   | 16 | 4  | 3  | 9  | 20 | 28 | −8   |                                 |
| 15   | Veracruz          | 15   | 16 | 4  | 3  | 9  | 18 | 26 | −8   |                                 |
| 16   | Leones Negros     | 13   | 16 | 3  | 4  | 9  | 15 | 28 | −13  |                                 |
| 17   | Guerreros         | 10   | 16 | 2  | 4  | 10 | 11 | 28 | −17  |                                 |

 Fuente: [cita requerida]
Notas:
1. ↑  Guerreros debía descender a la Liga Premier, pero para el año futbolístico 2009-10, no hubo descenso.

## Torneo regular
- Los horarios son correspondientes al Tiempo del Centro de México (UTC-6 y UTC-5 en horario de verano).[1]

| Jornada 1     | Jornada 1 | Jornada 1         | Jornada 1            | Jornada 1    | Jornada 1 | Jornada 1 |
| Local         | Resultado | Visitante         | Estadio              | Fecha        | Hora      |           |
| ------------- | --------- | ----------------- | -------------------- | ------------ | --------- | --------- |
| Leones Negros | 0 - 0     | Irapuato          | Jalisco              | 8 de enero   | 20:45     |           |
| Guerreros     | 0 - 0     | Dorados           | Héroe de Nacozari    | 8 de enero   | 21:30     |           |
| Pumas Morelos | 1 - 1     | Orizaba           | Centenario           | 9 de enero   | 15:00     |           |
| León          | 2 - 0     | Correcaminos      | León                 | 9 de enero   | 19:00     |           |
| Veracruz      | 1 - 2     | Necaxa            | Luis "Pirata" Fuente | 9 de enero   | 21:00     |           |
| Lobos BUAP    | 0 - 1     | Cruz Azul Hidalgo | Cuauhtémoc           | 10 de enero  | 12:00     |           |
| La Piedad     | 1 - 0     | Tijuana           | Juan N. López        | 10 de enero  | 15:00     |           |
| Durango       | 1 - 0     | Atlante UTN       | Francisco Zarco      | 3 de febrero | 20:00     |           |
| DESCANSO:     | DESCANSO: | DESCANSO:         | Mérida               | Mérida       | Mérida    |           |

| Jornada 2    | Jornada 2 | Jornada 2     | Jornada 2            | Jornada 2         | Jornada 2         | Jornada 2 |
| Local        | Resultado | Visitante     | Estadio              | Fecha             | Hora              |           |
| ------------ | --------- | ------------- | -------------------- | ----------------- | ----------------- | --------- |
| Correcaminos | 3 - 1     | La Piedad     | Marte R. Gómez       | 15 de enero       | 20:30             |           |
| Necaxa       | 4 - 0     | Guerreros     | Victoria             | 16 de enero       | 17:00             |           |
| Orizaba      | 1 - 1     | León          | Luis "Pirata" Fuente | 16 de enero       | 18:00             |           |
| Mérida       | 2 - 0     | Pumas Morelos | Carlos Iturralde     | 16 de enero       | 19:00             |           |
| Irapuato     | 4 - 0     | Veracruz      | Sergio León Chávez   | 16 de enero       | 19:00             |           |
| Dorados      | 0 - 1     | Durango       | Banorte              | 16 de enero       | 20:00             |           |
| Atlante UTN  | 1 - 2     | Lobos BUAP    | Neza 86              | 17 de enero       | 12:00             |           |
| Tijuana      | 4 - 2     | Leones Negros | Caliente             | 17 de enero       | 15:00             |           |
| DESCANSO:    | DESCANSO: | DESCANSO:     | Cruz Azul Hidalgo    | Cruz Azul Hidalgo | Cruz Azul Hidalgo |           |

| Jornada 3     | Jornada 3 | Jornada 3         | Jornada 3            | Jornada 3   | Jornada 3   | Jornada 3 |
| Local         | Resultado | Visitante         | Estadio              | Fecha       | Hora        |           |
| ------------- | --------- | ----------------- | -------------------- | ----------- | ----------- | --------- |
| Correcaminos  | 1 - 0     | Tijuana           | Marte R. Gómez       | 22 de enero | 20:30       |           |
| Guerreros     | 1 - 3     | Irapuato          | Héroe de Nacozari    | 22 de enero | 21:30       |           |
| Pumas Morelos | 2 - 0     | Cruz Azul Hidalgo | Centenario           | 23 de enero | 15:00       |           |
| Veracruz      | 3 - 1     | Leones Negros     | Luis "Pirata" Fuente | 23 de enero | 18:00       |           |
| León          | 2 - 0     | Mérida            | León                 | 23 de enero | 19:00       |           |
| Durango       | 2 - 3     | Necaxa            | Francisco Zarco      | 23 de enero | 20:00       |           |
| Lobos BUAP    | 1 - 0     | Dorados           | Cuauhtémoc           | 24 de enero | 12:00       |           |
| La Piedad     | 2 - 0     | Orizaba           | Juan N. López        | 24 de enero | 15:00       |           |
| DESCANSO:     | DESCANSO: | DESCANSO:         | Atlante UTN          | Atlante UTN | Atlante UTN |           |

| Jornada 4         | Jornada 4 | Jornada 4     | Jornada 4            | Jornada 4   | Jornada 4 | Jornada 4 |
| Local             | Resultado | Visitante     | Estadio              | Fecha       | Hora      |           |
| ----------------- | --------- | ------------- | -------------------- | ----------- | --------- | --------- |
| Leones Negros     | 3 - 1     | Guerreros     | Jalisco              | 29 de enero | 20:45     |           |
| Necaxa            | 2 - 2     | Lobos BUAP    | Victoria             | 30 de enero | 17:00     |           |
| Orizaba           | 2 - 1     | Correcaminos  | Luis "Pirata" Fuente | 30 de enero | 18:00     |           |
| Mérida            | 4 - 0     | La Piedad     | Carlos Iturralde     | 30 de enero | 19:05     |           |
| Irapuato          | 2 - 0     | Durango       | Sergio León Chávez   | 30 de enero | 19:20     |           |
| Cruz Azul Hidalgo | 1 - 1     | León          | 10 de diciembre      | 31 de enero | 12:00     |           |
| Atlante UTN       | 3 - 4     | Pumas Morelos | Neza 86              | 31 de enero | 12:00     |           |
| Tijuana           | 1 - 0     | Veracruz      | Caliente             | 31 de enero | 15:00     |           |
| DESCANSO:         | DESCANSO: | DESCANSO:     | Dorados              | Dorados     | Dorados   |           |

| Jornada 5     | Jornada 5 | Jornada 5         | Jornada 5            | Jornada 5    | Jornada 5 | Jornada 5 |
| Local         | Resultado | Visitante         | Estadio              | Fecha        | Hora      |           |
| ------------- | --------- | ----------------- | -------------------- | ------------ | --------- | --------- |
| Correcaminos  | 1 - 1     | Mérida            | Marte R. Gómez       | 5 de febrero | 20:30     |           |
| Guerreros     | 1 - 2     | Veracruz          | Héroe de Nacozari    | 5 de febrero | 21:30     |           |
| Pumas Morelos | 0 - 1     | Dorados           | Centenario           | 6 de febrero | 15:00     |           |
| Orizaba       | 1 - 4     | Tijuana           | Luis "Pirata" Fuente | 6 de febrero | 18:00     |           |
| León          | 2 - 1     | Atlante UTN       | León                 | 6 de febrero | 19:00     |           |
| Durango       | 1 - 2     | Leones Negros     | Francisco Zarco      | 6 de febrero | 20:00     |           |
| Lobos BUAP    | 2 - 2     | Irapuato          | Cuauhtémoc           | 7 de febrero | 12:00     |           |
| La Piedad     | 0 - 2     | Cruz Azul Hidalgo | Juan N. López        | 7 de febrero | 15:00     |           |
| DESCANSO:     | DESCANSO: | DESCANSO:         | Necaxa               | Necaxa       | Necaxa    |           |

| Jornada 6         | Jornada 6 | Jornada 6     | Jornada 6            | Jornada 6     | Jornada 6 | Jornada 6 |
| Local             | Resultado | Visitante     | Estadio              | Fecha         | Hora      |           |
| ----------------- | --------- | ------------- | -------------------- | ------------- | --------- | --------- |
| Veracruz          | 2 - 2     | Durango       | Luis "Pirata" Fuente | 12 de febrero | 20:00     |           |
| Leones Negros     | 0 - 1     | Lobos BUAP    | Jalisco              | 12 de febrero | 20:45     |           |
| Necaxa            | 2 - 1     | Pumas Morelos | Victoria             | 13 de febrero | 17:00     |           |
| Mérida            | 1 - 1     | Orizaba       | Carlos Iturralde     | 13 de febrero | 19:00     |           |
| Dorados           | 1 - 2     | León          | Banorte              | 13 de febrero | 20:00     |           |
| Cruz Azul Hidalgo | 1 - 0     | Correcaminos  | 10 de diciembre      | 14 de febrero | 12:00     |           |
| Atlante UTN       | 0 - 2     | La Piedad     | Neza 86              | 14 de febrero | 12:00     |           |
| Tijuana           | 3 - 0     | Guerreros     | Caliente             | 14 de febrero | 15:00     |           |
| DESCANSO:         | DESCANSO: | DESCANSO:     | Irapuato             | Irapuato      | Irapuato  |           |

| Jornada 7     | Jornada 7 | Jornada 7         | Jornada 7            | Jornada 7     | Jornada 7     | Jornada 7 |
| Local         | Resultado | Visitante         | Estadio              | Fecha         | Hora          |           |
| ------------- | --------- | ----------------- | -------------------- | ------------- | ------------- | --------- |
| Correcaminos  | 2 - 1     | Atlante UTN       | Marte R. Gómez       | 19 de febrero | 20:30         |           |
| Pumas Morelos | 1 - 0     | Irapuato          | Centenario           | 20 de febrero | 15:00         |           |
| Orizaba       | 2 - 1     | Cruz Azul Hidalgo | Luis "Pirata" Fuente | 20 de febrero | 18:00         |           |
| León          | 1 - 3     | Necaxa            | León                 | 20 de febrero | 19:00         |           |
| Mérida        | 0 - 0     | Tijuana           | Carlos Iturralde     | 20 de febrero | 19:00         |           |
| Durango       | 4 - 3     | Guerreros         | Francisco Zarco      | 20 de febrero | 20:00         |           |
| Lobos BUAP    | 2 - 2     | Veracruz          | Cuauhtémoc           | 21 de febrero | 12:00         |           |
| La Piedad     | 2 - 1     | Dorados           | Juan N. López        |               | 15:00         |           |
| DESCANSO:     | DESCANSO: | DESCANSO:         | Leones Negros        | Leones Negros | Leones Negros |           |

| Jornada 8         | Jornada 8 | Jornada 8     | Jornada 8          | Jornada 8     | Jornada 8 | Jornada 8 |
| Local             | Resultado | Visitante     | Estadio            | Fecha         | Hora      |           |
| ----------------- | --------- | ------------- | ------------------ | ------------- | --------- | --------- |
| Atlante UTN       | 2 - 2     | Orizaba       | Neza 86            | 24 de febrero | 15:00     |           |
| Cruz Azul Hidalgo | 0 - 0     | Mérida        | 10 de diciembre    | 24 de febrero | 15:00     |           |
| Tijuana           | 3 - 2     | Durango       | Caliente           | 24 de febrero | 16:00     |           |
| Necaxa            | 0 - 0     | La Piedad     | Victoria           | 24 de febrero | 17:00     |           |
| Irapuato          | 0 - 0     | León          | Sergio León Chávez | 24 de febrero | 20:30     |           |
| Leones Negros     | 1 - 3     | Pumas Morelos | Jalisco            | 24 de febrero | 20:45     |           |
| Dorados           | 2 - 0     | Correcaminos  | Banorte            | 24 de febrero | 21:00     |           |
| Guerreros         | 0 - 1     | Lobos BUAP    | Héroe de Nacozari  | 24 de febrero | 22:00     |           |
| DESCANSO:         | DESCANSO: | DESCANSO:     | Veracruz           | Veracruz      | Veracruz  |           |

| Jornada 9         | Jornada 9 | Jornada 9     | Jornada 9            | Jornada 9     | Jornada 9 | Jornada 9 |
| Local             | Resultado | Visitante     | Estadio              | Fecha         | Hora      |           |
| ----------------- | --------- | ------------- | -------------------- | ------------- | --------- | --------- |
| Lobos BUAP        | 1 - 0     | Durango       | Cuauhtémoc           | 27 de febrero | 12:00     |           |
| Pumas Morelos     | 1 - 0     | Veracruz      | Centenario           | 27 de febrero | 15:00     |           |
| Orizaba           | 1 - 1     | Dorados       | Luis "Pirata" Fuente | 27 de febrero | 18:00     |           |
| León              | 2 - 0     | Leones Negros | León                 | 27 de febrero | 19:00     |           |
| Mérida            | 2 - 2     | Atlante UTN   | Carlos Iturralde     | 27 de febrero | 19:00     |           |
| Cruz Azul Hidalgo | 1 - 2     | Tijuana       | 10 de diciembre      | 28 de febrero | 12:00     |           |
| Correcaminos      | 0 - 0     | Necaxa        | Marte R. Gómez       | 28 de febrero | 12:00     |           |
| La Piedad         | 3 - 1     | Irapuato      | Juan N. López        | 28 de febrero | 16:00     |           |
| DESCANSO:         | DESCANSO: | DESCANSO:     | Guerreros            | Guerreros     | Guerreros |           |

| Jornada 10    | Jornada 10 | Jornada 10        | Jornada 10           | Jornada 10 | Jornada 10 | Jornada 10 |
| Local         | Resultado  | Visitante         | Estadio              | Fecha      | Hora       |            |
| ------------- | ---------- | ----------------- | -------------------- | ---------- | ---------- | ---------- |
| Leones Negros | 0 - 1      | La Piedad         | Jalisco              | 5 de marzo | 20:45      |            |
| Guerreros     | 0 - 0      | Pumas Morelos     | Héroe de Nacozari    | 5 de marzo | 21:30      |            |
| Necaxa        | 0 - 0      | Orizaba           | Victoria             | 6 de marzo | 17:00      |            |
| Veracruz      | 3 - 0      | León              | Luis "Pirata" Fuente | 6 de marzo | 19:00      |            |
| Irapuato      | 1 - 3      | Correcaminos      | Sergio León Chávez   | 6 de marzo | 19:00      |            |
| Dorados       | 2 - 1      | Mérida            | Banorte              | 6 de marzo | 20:00      |            |
| Atlante UTN   | 1 - 1      | Cruz Azul Hidalgo | Neza 86              | 7 de marzo | 12:00      |            |
| Tijuana       | 2 - 0      | Lobos BUAP        | Caliente             | 7 de marzo | 15:00      |            |
| DESCANSO:     | DESCANSO:  | DESCANSO:         | Durango              | Durango    | Durango    |            |

| Jornada 11        | Jornada 11 | Jornada 11    | Jornada 11           | Jornada 11  | Jornada 11 | Jornada 11 |
| Local             | Resultado  | Visitante     | Estadio              | Fecha       | Hora       |            |
| ----------------- | ---------- | ------------- | -------------------- | ----------- | ---------- | ---------- |
| Correcaminos      | 4 - 0      | Leones Negros | Marte R. Gómez       | 12 de marzo | 20:30      |            |
| Pumas Morelos     | 2 - 0      | Durango       | Centenario           | 13 de marzo | 15:00      |            |
| Orizaba           | 1 - 1      | Irapuato      | Luis "Pirata" Fuente | 13 de marzo | 18:00      |            |
| León              | 2 - 0      | Guerreros     | León                 | 13 de marzo | 19:00      |            |
| Mérida            | 0 - 0      | Necaxa        | Carlos Iturralde     | 13 de marzo | 19:05      |            |
| Cruz Azul Hidalgo | 2 - 1      | Dorados       | 10 de diciembre      | 14 de marzo | 12:00      |            |
| Atlante UTN       | 1 - 1      | Tijuana       | Neza 86              | 14 de marzo | 12:00      |            |
| La Piedad         | 2 - 0      | Veracruz      | Juan N. López        | 14 de marzo | 16:00      |            |
| DESCANSO:         | DESCANSO:  | DESCANSO:     | Lobos BUAP           | Lobos BUAP  | Lobos BUAP |            |

| Jornada 12    | Jornada 12 | Jornada 12        | Jornada 12           | Jornada 12  | Jornada 12 | Jornada 12 |
| Local         | Resultado  | Visitante         | Estadio              | Fecha       | Hora       |            |
| ------------- | ---------- | ----------------- | -------------------- | ----------- | ---------- | ---------- |
| Leones Negros | 0 - 0      | Orizaba           | Jalisco              | 19 de marzo | 20:45      |            |
| Guerreros     | 2 - 0      | La Piedad         | Héroe de Nacozari    | 19 de marzo | 21:30      |            |
| Necaxa        | 1 - 0      | Cruz Azul Hidalgo | Victoria             | 20 de marzo | 17:00      |            |
| Irapuato      | 2 - 1      | Mérida            | Sergio León Chávez   | 20 de marzo | 19:00      |            |
| Veracruz      | 1 - 0      | Correcaminos      | Luis "Pirata" Fuente | 20 de marzo | 19:00      |            |
| Durango       | 1 - 3      | León              | Francisco Zarco      | 20 de marzo | 20:00      |            |
| Dorados       | 1 - 4      | Atlante UTN       | Banorte              | 20 de marzo | 20:00      |            |
| Lobos BUAP    | 1 - 3      | Pumas Morelos     | Cuauhtémoc           | 21 de marzo | 12:00      |            |
| DESCANSO:     | DESCANSO:  | DESCANSO:         | Tijuana              | Tijuana     | Tijuana    |            |

| Jornada 13        | Jornada 13 | Jornada 13    | Jornada 13       | Jornada 13    | Jornada 13    | Jornada 13 |
| Local             | Resultado  | Visitante     | Estadio          | Fecha         | Hora          |            |
| ----------------- | ---------- | ------------- | ---------------- | ------------- | ------------- | ---------- |
| Cruz Azul Hidalgo | 2 - 0      | Irapuato      | 10 de diciembre  | 24 de marzo   | 15:00         |            |
| Atlante UTN       | 1 - 1      | Necaxa        | Neza 86          | 24 de marzo   | 15:00         |            |
| Orizaba           | 3 - 1      | Veracruz      | Socum            | 24 de marzo   | 15:00         |            |
| La Piedad         | 0 - 2      | Durango       | Juan N. López    | 24 de marzo   | 16:00         |            |
| León              | 2 - 0      | Lobos BUAP    | León             | 24 de marzo   | 20:00         |            |
| Mérida            | 0 - 1      | Leones Negros | Carlos Iturralde | 24 de marzo   | 20:30         |            |
| Correcaminos      | 1 - 1      | Guerreros     | Marte R. Gómez   | 24 de marzo   | 21:00         |            |
| Dorados           | 0 - 1      | Tijuana       | Banorte          | 24 de marzo   | 21:00         |            |
| DESCANSO:         | DESCANSO:  | DESCANSO:     | Pumas Morelos    | Pumas Morelos | Pumas Morelos |            |

| Jornada 14    | Jornada 14 | Jornada 14        | Jornada 14           | Jornada 14  | Jornada 14 | Jornada 14 |
| Local         | Resultado  | Visitante         | Estadio              | Fecha       | Hora       |            |
| ------------- | ---------- | ----------------- | -------------------- | ----------- | ---------- | ---------- |
| Lobos BUAP    | 2 - 1      | La Piedad         | Cuauhtémoc           | 27 de marzo | 12:00      |            |
| Necaxa        | 2 - 2      | Dorados           | Victoria             | 27 de marzo | 17:00      |            |
| Irapuato      | 2 - 1      | Atlante UTN       | Sergio León Chávez   | 27 de marzo | 19:00      |            |
| Veracruz      | 2 - 2      | Mérida            | Luis "Pirata" Fuente | 27 de marzo | 19:00      |            |
| Durango       | 1 - 3      | Correcaminos      | Francisco Zarco      | 27 de marzo | 20:00      |            |
| Guerreros     | 0 - 0      | Orizaba           | Héroe de Nacozari    | 27 de marzo | 21:30      |            |
| Leones Negros | 1 - 1      | Cruz Azul Hidalgo | Jalisco              | 28 de marzo | 12:00      |            |
| Tijuana       | 0 - 1      | Pumas Morelos     | Caliente             | 28 de marzo | 14:00      |            |
| DESCANSO:     | DESCANSO:  | DESCANSO:         | León                 | León        | León       |            |

| Jornada 15        | Jornada 15 | Jornada 15    | Jornada 15       | Jornada 15 | Jornada 15 | Jornada 15 |
| Local             | Resultado  | Visitante     | Estadio          | Fecha      | Hora       |            |
| ----------------- | ---------- | ------------- | ---------------- | ---------- | ---------- | ---------- |
| Orizaba           | 1 - 1      | Durango       | Socum            | 3 de abril | 15:00      |            |
| Necaxa            | 3 - 2      | Tijuana       | Victoria         | 3 de abril | 17:00      |            |
| León              | 2 - 1      | Pumas Morelos | León             | 3 de abril | 19:00      |            |
| Mérida            | 3 - 0      | Guerreros     | Carlos Iturralde | 3 de abril | 19:05      |            |
| Dorados           | 2 - 2      | Irapuato      | Banorte          | 3 de abril | 20:00      |            |
| Correcaminos      | 1 - 2      | Lobos BUAP    | Marte R. Gómez   | 3 de abril | 20:30      |            |
| Cruz Azul Hidalgo | 3 - 1      | Veracruz      | 10 de diciembre  | 4 de abril | 12:00      |            |
| Atlante UTN       | 3 - 2      | Leones Negros | Neza 86          | 4 de abril | 12:00      |            |
| DESCANSO:         | DESCANSO:  | DESCANSO:     | La Piedad        | La Piedad  | La Piedad  |            |

| Jornada 16    | Jornada 16 | Jornada 16        | Jornada 16           | Jornada 16   | Jornada 16   | Jornada 16 |
| Local         | Resultado  | Visitante         | Estadio              | Fecha        | Hora         |            |
| ------------- | ---------- | ----------------- | -------------------- | ------------ | ------------ | ---------- |
| Lobos BUAP    | 0 - 3      | Orizaba           | Cuauhtémoc           | 9 de abril   | 15:00        |            |
| Leones Negros | 1 - 3      | Dorados           | Jalisco              | 9 de abril   | 20:45        |            |
| Guerreros     | 1 - 0      | Cruz Azul Hidalgo | Héroe de Nacozari    | 9 de abril   | 22:30        |            |
| Pumas Morelos | 0 - 1      | La Piedad         | Centenario           | 10 de abril  | 16:00        |            |
| Irapuato      | 0 - 1      | Necaxa            | Sergio León Chávez   | 10 de abril  | 19:00        |            |
| Veracruz      | 0 - 1      | Atlante UTN       | Luis "Pirata" Fuente | 10 de abril  | 19:00        |            |
| Durango       | 1 - 2      | Mérida            | Francisco Zarco      | 10 de abril  | 20:00        |            |
| Tijuana       | 1 - 1      | León              | Caliente             | 11 de abril  | 15:00        |            |
| DESCANSO:     | DESCANSO:  | DESCANSO:         | Correcaminos         | Correcaminos | Correcaminos |            |

| Jornada 17        | Jornada 17 | Jornada 17    | Jornada 17         | Jornada 17  | Jornada 17 | Jornada 17 |
| Local             | Resultado  | Visitante     | Estadio            | Fecha       | Hora       |            |
| ----------------- | ---------- | ------------- | ------------------ | ----------- | ---------- | ---------- |
| Correcaminos      | 2 - 1      | Pumas Morelos | Marte R. Gómez     | 16 de abril | 20:30      |            |
| Necaxa            | 1 - 1      | Leones Negros | Victoria           | 17 de abril | 17:00      |            |
| Irapuato          | 1 - 0      | Tijuana       | Sergio León Chávez | 17 de abril | 19:00      |            |
| Mérida            | 2 - 0      | Lobos BUAP    | Carlos Iturralde   | 17 de abril | 19:00      |            |
| Dorados           | 1 - 0      | Veracruz      | Banorte            | 17 de abril | 20:00      |            |
| Cruz Azul Hidalgo | 1 - 1      | Durango       | 10 de diciembre    | 18 de abril | 12:00      |            |
| Atlante UTN       | 2 - 1      | Guerreros     | Neza 86            | 18 de abril | 12:00      |            |
| La Piedad         | 0 - 2      | León          | Juan N. López      | 18 de abril | 16:00      |            |
| DESCANSO:         | DESCANSO:  | DESCANSO:     | Orizaba            | Orizaba     | Orizaba    |            |

## Liguilla
|  | Cuartos de final                                                 | Cuartos de final                                                 | Cuartos de final                                                 | Cuartos de final                                                 | Cuartos de final                                                 |   |   | Semifinales                                          | Semifinales                                          | Semifinales                                          | Semifinales                                          | Semifinales                                          |  |   | Final                                              | Final                                              | Final                                              | Final                                              | Final                                              |  |
|  | 21 y 22 de abril de 2010 (ida) 24 y 25 de abril de 2010 (vuelta) | 21 y 22 de abril de 2010 (ida) 24 y 25 de abril de 2010 (vuelta) | 21 y 22 de abril de 2010 (ida) 24 y 25 de abril de 2010 (vuelta) | 21 y 22 de abril de 2010 (ida) 24 y 25 de abril de 2010 (vuelta) | 21 y 22 de abril de 2010 (ida) 24 y 25 de abril de 2010 (vuelta) |   |   | 28 de abril de 2010 (ida) 1 de mayo de 2010 (vuelta) | 28 de abril de 2010 (ida) 1 de mayo de 2010 (vuelta) | 28 de abril de 2010 (ida) 1 de mayo de 2010 (vuelta) | 28 de abril de 2010 (ida) 1 de mayo de 2010 (vuelta) | 28 de abril de 2010 (ida) 1 de mayo de 2010 (vuelta) |  |   | 5 de mayo de 2010 (ida) 8 de mayo de 2010 (vuelta) | 5 de mayo de 2010 (ida) 8 de mayo de 2010 (vuelta) | 5 de mayo de 2010 (ida) 8 de mayo de 2010 (vuelta) | 5 de mayo de 2010 (ida) 8 de mayo de 2010 (vuelta) | 5 de mayo de 2010 (ida) 8 de mayo de 2010 (vuelta) |  |
|  |                                                                  |                                                                  |                                                                  |                                                                  |                                                                  |   |   |                                                      |                                                      |                                                      |                                                      |                                                      |  |   |                                                    |                                                    |                                                    |                                                    |                                                    |  |
|  |                                                                  |                                                                  |                                                                  |                                                                  |                                                                  |   |   |                                                      |                                                      |                                                      |                                                      |                                                      |  |   |                                                    |                                                    |                                                    |                                                    |                                                    |  |
|  |                                                                  |                                                                  |                                                                  |                                                                  |                                                                  |   |   |                                                      |                                                      |                                                      |                                                      |                                                      |  |   |                                                    |                                                    |                                                    |                                                    |                                                    |  |
|  |                                                                  |                                                                  |                                                                  |                                                                  |                                                                  |   |   |                                                      |                                                      |                                                      |                                                      |                                                      |  |   |                                                    |                                                    |                                                    |                                                    |                                                    |  |
|  |                                                                  |                                                                  |                                                                  |                                                                  |                                                                  |   |   |                                                      |                                                      |                                                      |                                                      |                                                      |  |   |                                                    |                                                    |                                                    |                                                    |                                                    |  |
|  |                                                                  | 1                                                                | León                                                             | 2                                                                | 5                                                                | 7 |   |                                                      |                                                      |                                                      |                                                      |                                                      |  |   |                                                    |                                                    |                                                    |                                                    |                                                    |  |
|  |                                                                  |                                                                  |                                                                  |                                                                  |                                                                  | 7 |   |                                                      |                                                      |                                                      |                                                      |                                                      |  |   |                                                    |                                                    |                                                    |                                                    |                                                    |  |
|  |                                                                  |                                                                  | 5                                                                | La Piedad                                                        | 0                                                                | 0 | 0 |                                                      |                                                      |                                                      |                                                      |                                                      |  |   |                                                    |                                                    |                                                    |                                                    |                                                    |  |
|  | 4                                                                | Pumas Morelos                                                    | 5                                                                | La Piedad                                                        | 0                                                                | 0 | 0 | 0                                                    | 1                                                    | 1                                                    |                                                      |                                                      |  |   |                                                    |                                                    |                                                    |                                                    |                                                    |  |
|  | 4                                                                | Pumas Morelos                                                    |                                                                  |                                                                  |                                                                  |   |   |                                                      |                                                      | 1                                                    |                                                      |                                                      |  |   |                                                    |                                                    |                                                    |                                                    |                                                    |  |
|  | 5                                                                | La Piedad                                                        | 0                                                                | 2                                                                | 2                                                                |   |   |                                                      |                                                      |                                                      |                                                      |                                                      |  |   |                                                    |                                                    |                                                    |                                                    |                                                    |  |
|  | 5                                                                | La Piedad                                                        | 0                                                                | 2                                                                | 2                                                                |   |   |                                                      |                                                      |                                                      |                                                      |                                                      |  | 1 | León                                               | 0                                                  | 2                                                  | 2                                                  |                                                    |  |
|  |                                                                  |                                                                  |                                                                  |                                                                  |                                                                  |   |   |                                                      |                                                      |                                                      |                                                      |                                                      |  | 1 | León                                               | 0                                                  | 2                                                  | 2                                                  |                                                    |  |
|  |                                                                  |                                                                  | 2                                                                | Necaxa                                                           | 3                                                                | 1 | 4 |                                                      |                                                      |                                                      |                                                      |                                                      |  |   |                                                    |                                                    |                                                    |                                                    |                                                    |  |
|  | 2                                                                | Necaxa                                                           | 2                                                                | Necaxa                                                           | 3                                                                | 1 | 4 | 0                                                    | 2                                                    | 2                                                    |                                                      |                                                      |  |   |                                                    |                                                    |                                                    |                                                    |                                                    |  |
|  | 2                                                                | Necaxa                                                           |                                                                  |                                                                  |                                                                  |   |   |                                                      |                                                      | 2                                                    |                                                      |                                                      |  |   |                                                    |                                                    |                                                    |                                                    |                                                    |  |
|  | 7                                                                | Lobos BUAP                                                       | 0                                                                | 0                                                                | 0                                                                |   |   |                                                      |                                                      |                                                      |                                                      |                                                      |  |   |                                                    |                                                    |                                                    |                                                    |                                                    |  |
|  | 7                                                                | Lobos BUAP                                                       | 0                                                                | 0                                                                | 0                                                                |   | 2 | Necaxa                                               | 0                                                    | 5                                                    | 5                                                    |                                                      |  |   |                                                    |                                                    |                                                    |                                                    |                                                    |  |
|  |                                                                  |                                                                  |                                                                  |                                                                  |                                                                  |   | 2 | Necaxa                                               | 0                                                    | 5                                                    | 5                                                    |                                                      |  |   |                                                    |                                                    |                                                    |                                                    |                                                    |  |
|  |                                                                  |                                                                  | 3                                                                | Tijuana                                                          | 0                                                                | 2 | 2 |                                                      |                                                      |                                                      |                                                      |                                                      |  |   |                                                    |                                                    |                                                    |                                                    |                                                    |  |
|  | 3                                                                | Tijuana                                                          | 3                                                                | Tijuana                                                          | 0                                                                | 2 | 2 | 2                                                    | 1                                                    | 3                                                    |                                                      |                                                      |  |   |                                                    |                                                    |                                                    |                                                    |                                                    |  |
|  | 3                                                                | Tijuana                                                          |                                                                  |                                                                  |                                                                  |   |   |                                                      |                                                      | 3                                                    |                                                      |                                                      |  |   |                                                    |                                                    |                                                    |                                                    |                                                    |  |
|  | 6                                                                | Correcaminos UAT                                                 | 1                                                                | 1                                                                | 2                                                                |   |   |                                                      |                                                      |                                                      |                                                      |                                                      |  |   |                                                    |                                                    |                                                    |                                                    |                                                    |  |
|  | 6                                                                | Correcaminos UAT                                                 | 1                                                                | 1                                                                | 2                                                                |   |   |                                                      |                                                      |                                                      |                                                      |                                                      |  |   |                                                    |                                                    |                                                    |                                                    |                                                    |  |
|  |                                                                  |                                                                  |                                                                  |                                                                  |                                                                  |   |   |                                                      |                                                      |                                                      |                                                      |                                                      |  |   |                                                    |                                                    |                                                    |                                                    |                                                    |  |

### Cuartos de final
| 21 de abril de 2010, 16:00 (UTC -5) | La Piedad | 0:0     | Pumas Morelos | Estadio Juan N. López, La Piedad                             |                                                              |
|                                     |           | Reporte |               | Asistencia: 1,500 espectadores Árbitro(s): Oscar Macías Romo | Asistencia: 1,500 espectadores Árbitro(s): Oscar Macías Romo |

| 24 de abril de 2010, 16:00 (UTC -5)        | Pumas Morelos  | 1:2 (0:1) (Global 1:2) | La Piedad           | Estadio Centenario, Cuernavaca                                        |                                                                       |
|                                            | P. Bonells 85' | Reporte                | J. Collazo 42', 82' | Asistencia: 2,850 espectadores Árbitro(s): Jorge Isaac Rojas Castillo | Asistencia: 2,850 espectadores Árbitro(s): Jorge Isaac Rojas Castillo |
| La Piedad avanzó a Semifinales. Global 1-2 |                |                        |                     |                                                                       |                                                                       |

| 21 de abril de 2010, 20:00 (UTC -5) | Lobos BUAP | 0:0     | Necaxa | Estadio Cuauhtémoc, Puebla                                            |                                                                       |
|                                     |            | Reporte |        | Asistencia: 18,000 espectadores Árbitro(s): Juan Gerónimo Cruz Rivera | Asistencia: 18,000 espectadores Árbitro(s): Juan Gerónimo Cruz Rivera |

| 24 de abril de 2010, 19:00 (UTC -5)     | Necaxa                      | 2:0 (1:0) (Global 2:0) | Lobos BUAP | Estadio Victoria, Aguascalientes                                  |                                                                   |
|                                         | E. Barbosa 44' · S. Maz 89' | Reporte                |            | Asistencia: 7,000 espectadores Árbitro(s): Gerardo García Acevedo | Asistencia: 7,000 espectadores Árbitro(s): Gerardo García Acevedo |
| Necaxa avanzó a Semifinales. Global 2-0 |                             |                        |            |                                                                   |                                                                   |

| 22 de abril de 2010, 20:30 (UTC -5) | Correcaminos  | 1:2 (0:1) | Tijuana                      | Estadio Marte R. Gómez, Ciudad Victoria                              |                                                                      |
|                                     | N. Orrego 54' | Reporte   | R. Enríquez 1' · M. Gerk 46' | Asistencia: 15,000 espectadores Árbitro(s): Cesar Esteban Moreno Roa | Asistencia: 15,000 espectadores Árbitro(s): Cesar Esteban Moreno Roa |

| 25 de abril de 2010, 13:00 (UTC -7)      | Tijuana            | 1:1 (1:0) (Global 3:2) | Correcaminos  | Estadio Caliente, Tijuana                                         |                                                                   |
|                                          | E. Lillingston 43' | Reporte                | F. Pizano 55' | Asistencia: 17,000 espectadores Árbitro(s): Antony Zanjuampa Rojo | Asistencia: 17,000 espectadores Árbitro(s): Antony Zanjuampa Rojo |
| Tijuana avanzó a Semifinales. Global 3-2 |                    |                        |               |                                                                   |                                                                   |

### Semifinales
| 28 de abril de 2010, 15:00 (UTC -5) | La Piedad | 0:2 (0:1) | León                          | Estadio Juan N. López, La Piedad                                     |                                                                      |
|                                     |           | Reporte   | M. Fígoli 45' · L. Orozco 65' | Asistencia: 7,000 espectadores Árbitro(s): Fernando Guerrero Ramírez | Asistencia: 7,000 espectadores Árbitro(s): Fernando Guerrero Ramírez |

| 1 de mayo de 2010, 20:00 (UTC -5)  | León                                                     | 5:0 (3:0) (Global 7:0) | La Piedad | Estadio León, León                                                   |                                                                      |
|                                    | C. Casartelli 2', 39' · J. Ceja 10', 87' · L. Nieves 81' | Reporte                |           | Asistencia: 29,011 espectadores Árbitro(s): José Roberto Méndez León | Asistencia: 29,011 espectadores Árbitro(s): José Roberto Méndez León |
| León avanzó a la Final. Global 7-0 |                                                          |                        |           |                                                                      |                                                                      |

| 28 de abril de 2010, 15:00 (UTC -7) | Tijuana | 0:0     | Necaxa | Estadio Caliente, Tijuana                                             |                                                                       |
|                                     |         | Reporte |        | Asistencia: 15,000 espectadores Árbitro(s): Victor Bisguerra Mendiola | Asistencia: 15,000 espectadores Árbitro(s): Victor Bisguerra Mendiola |

| 1 de mayo de 2010, 18:00 (UTC -5)    | Necaxa                         | 5:2 (1:1) (Global 5:2) | Tijuana                               | Estadio Victoria, Aguascalientes                                      |                                                                       |
|                                      | S. Maz 23', 48', 68', 84', 85' | Reporte                | R. Enríquez 41' · D. Malrechauffe 81' | Asistencia: 12,000 espectadores Árbitro(s): Mario Alonso Villa Garcia | Asistencia: 12,000 espectadores Árbitro(s): Mario Alonso Villa Garcia |
| Necaxa avanzó a la Final. Global 5-2 |                                |                        |                                       |                                                                       |                                                                       |

### Final
| 5 de mayo de 2010, 18:00 (UTC -5) | Necaxa                                            | 3:0 (2:0) | León | Estadio Victoria, Aguascalientes                                      |                                                                       |
|                                   | P. Chávez 29' · M. Romero 38' · J. Mosqueda 90+2' | Reporte   |      | Asistencia: 23,150 espectadores Árbitro(s): Mario Alonso Villa Garcia | Asistencia: 23,150 espectadores Árbitro(s): Mario Alonso Villa Garcia |

| 8 de mayo de 2010, 20:00 (UTC -5)                       | León                           | 2:1 (0:0) (Global 2:4) | Necaxa     | Estadio León, León                                                    |                                                                       |
|                                                         | A. Corona 50' · I. Valadéz 71' | Reporte                | S. Maz 54' | Asistencia: 29,011 espectadores Árbitro(s): Fernando Guerrero Ramírez | Asistencia: 29,011 espectadores Árbitro(s): Fernando Guerrero Ramírez |
| Necaxa campeón del Torneo Bicentenario 2010. Global 2-4 |                                |                        |            |                                                                       |                                                                       |

#### Final - Ida
| 45    | POR   | Pedro Hernández      |     |
| 34    | DEF   | Luis Padilla         | 66' |
| 33    | DEF   | Pablo Quatrocchi     |     |
| 48    | DEF   | Arturo Ledesma       |     |
| 46    | MED   | Juan Carlos Mosqueda |     |
| 47    | MED   | Javier Saavedra      |     |
| 51    | MED   | Carlos Hurtado       | 77' |
| 40    | MED   | Juan Hernández       | 72' |
| 50    | MED   | Paulo César Chávez   |     |
| 56    | DEL   | Sebastián Maz        |     |
| 59    | DEL   | Mauricio Romero      |     |
| D. T. | D. T. | Omar Arellano        |     |

| 58    | POR   | Antonio Pérez     |     |
| 17    | DEF   | Orlando Pineda    |     |
| 21    | DEF   | Denis Caniza      |     |
| 34    | DEF   | Aldo Polo         |     |
| 12    | DEF   | Mario Ruiz        |     |
| 22    | MED   | Ignacio Carrasco  | 45' |
| 30    | MED   | Alejandro Corona  |     |
| 26    | MED   | Julio Ceja        |     |
| 10    | MED   | Mateo Fígoli      |     |
| 19    | DEL   | Carlos Casartelli | 51' |
| 9     | DEL   | Luis Orozco       | 79' |
| D. T. | D. T. | José Luis Salgado |     |

| 57 | Defensa        | Obed Rincón        | 66' |
| 49 | Delantero      | Alejandro Castillo | 72' |
| 38 | Centrocampista | Marco Reyna        | 77' |

| 7 | Centrocampista | Hibert Ruiz    | 45' |
| 6 | Centrocampista | Gabino Velasco | 51' |
| 8 | Delantero      | Ismael Valadez | 79' |

| 29' · 38' · 90+2' | Paulo César Chávez Mauricio Romero Juan Carlos Mosqueda | 1:0 2:0 3:0 |

| 37' · 63' | Paulo César Chávez Luis Padilla |

| 35' · 39' · 61' · 84' | Carlos Casartelli Ignacio Carrasco Mateo Fígoli Gabino Velasco |

| 48' · 82' | Alejandro Corona Mateo Fígoli |

| Principal  | Mario Alonso Villa García      |
| Asistentes | Andrés Hernández Delgado       |
|            | Miguel Ángel Hernández Paredes |
| Cuarto     | César Esteban Moreno Roa       |

| 45    | POR   | Pedro Hernández      |     |
| 34    | DEF   | Luis Padilla         | 66' |
| 33    | DEF   | Pablo Quatrocchi     |     |
| 48    | DEF   | Arturo Ledesma       |     |
| 46    | MED   | Juan Carlos Mosqueda |     |
| 47    | MED   | Javier Saavedra      |     |
| 51    | MED   | Carlos Hurtado       | 77' |
| 40    | MED   | Juan Hernández       | 72' |
| 50    | MED   | Paulo César Chávez   |     |
| 56    | DEL   | Sebastián Maz        |     |
| 59    | DEL   | Mauricio Romero      |     |
| D. T. | D. T. | Omar Arellano        |     |

| 58    | POR   | Antonio Pérez     |     |
| 17    | DEF   | Orlando Pineda    |     |
| 21    | DEF   | Denis Caniza      |     |
| 34    | DEF   | Aldo Polo         |     |
| 12    | DEF   | Mario Ruiz        |     |
| 22    | MED   | Ignacio Carrasco  | 45' |
| 30    | MED   | Alejandro Corona  |     |
| 26    | MED   | Julio Ceja        |     |
| 10    | MED   | Mateo Fígoli      |     |
| 19    | DEL   | Carlos Casartelli | 51' |
| 9     | DEL   | Luis Orozco       | 79' |
| D. T. | D. T. | José Luis Salgado |     |

| 57 | Defensa        | Obed Rincón        | 66' |
| 49 | Delantero      | Alejandro Castillo | 72' |
| 38 | Centrocampista | Marco Reyna        | 77' |

| 7 | Centrocampista | Hibert Ruiz    | 45' |
| 6 | Centrocampista | Gabino Velasco | 51' |
| 8 | Delantero      | Ismael Valadez | 79' |

| 29' · 38' · 90+2' | Paulo César Chávez Mauricio Romero Juan Carlos Mosqueda | 1:0 2:0 3:0 |

| 37' · 63' | Paulo César Chávez Luis Padilla |

| 35' · 39' · 61' · 84' | Carlos Casartelli Ignacio Carrasco Mateo Fígoli Gabino Velasco |

| 48' · 82' | Alejandro Corona Mateo Fígoli |

| Principal  | Mario Alonso Villa García      |
| Asistentes | Andrés Hernández Delgado       |
|            | Miguel Ángel Hernández Paredes |
| Cuarto     | César Esteban Moreno Roa       |

| 45    | POR   | Pedro Hernández      |     |
| 34    | DEF   | Luis Padilla         | 66' |
| 33    | DEF   | Pablo Quatrocchi     |     |
| 48    | DEF   | Arturo Ledesma       |     |
| 46    | MED   | Juan Carlos Mosqueda |     |
| 47    | MED   | Javier Saavedra      |     |
| 51    | MED   | Carlos Hurtado       | 77' |
| 40    | MED   | Juan Hernández       | 72' |
| 50    | MED   | Paulo César Chávez   |     |
| 56    | DEL   | Sebastián Maz        |     |
| 59    | DEL   | Mauricio Romero      |     |
| D. T. | D. T. | Omar Arellano        |     |

| 58    | POR   | Antonio Pérez     |     |
| 17    | DEF   | Orlando Pineda    |     |
| 21    | DEF   | Denis Caniza      |     |
| 34    | DEF   | Aldo Polo         |     |
| 12    | DEF   | Mario Ruiz        |     |
| 22    | MED   | Ignacio Carrasco  | 45' |
| 30    | MED   | Alejandro Corona  |     |
| 26    | MED   | Julio Ceja        |     |
| 10    | MED   | Mateo Fígoli      |     |
| 19    | DEL   | Carlos Casartelli | 51' |
| 9     | DEL   | Luis Orozco       | 79' |
| D. T. | D. T. | José Luis Salgado |     |

| 57 | Defensa        | Obed Rincón        | 66' |
| 49 | Delantero      | Alejandro Castillo | 72' |
| 38 | Centrocampista | Marco Reyna        | 77' |

| 7 | Centrocampista | Hibert Ruiz    | 45' |
| 6 | Centrocampista | Gabino Velasco | 51' |
| 8 | Delantero      | Ismael Valadez | 79' |

| 29' · 38' · 90+2' | Paulo César Chávez Mauricio Romero Juan Carlos Mosqueda | 1:0 2:0 3:0 |

| 37' · 63' | Paulo César Chávez Luis Padilla |

| 35' · 39' · 61' · 84' | Carlos Casartelli Ignacio Carrasco Mateo Fígoli Gabino Velasco |

| 48' · 82' | Alejandro Corona Mateo Fígoli |

| Principal  | Mario Alonso Villa García      |
| Asistentes | Andrés Hernández Delgado       |
|            | Miguel Ángel Hernández Paredes |
| Cuarto     | César Esteban Moreno Roa       |

| 45    | POR   | Pedro Hernández      |     |
| 34    | DEF   | Luis Padilla         | 66' |
| 33    | DEF   | Pablo Quatrocchi     |     |
| 48    | DEF   | Arturo Ledesma       |     |
| 46    | MED   | Juan Carlos Mosqueda |     |
| 47    | MED   | Javier Saavedra      |     |
| 51    | MED   | Carlos Hurtado       | 77' |
| 40    | MED   | Juan Hernández       | 72' |
| 50    | MED   | Paulo César Chávez   |     |
| 56    | DEL   | Sebastián Maz        |     |
| 59    | DEL   | Mauricio Romero      |     |
| D. T. | D. T. | Omar Arellano        |     |

| 58    | POR   | Antonio Pérez     |     |
| 17    | DEF   | Orlando Pineda    |     |
| 21    | DEF   | Denis Caniza      |     |
| 34    | DEF   | Aldo Polo         |     |
| 12    | DEF   | Mario Ruiz        |     |
| 22    | MED   | Ignacio Carrasco  | 45' |
| 30    | MED   | Alejandro Corona  |     |
| 26    | MED   | Julio Ceja        |     |
| 10    | MED   | Mateo Fígoli      |     |
| 19    | DEL   | Carlos Casartelli | 51' |
| 9     | DEL   | Luis Orozco       | 79' |
| D. T. | D. T. | José Luis Salgado |     |

| 57 | Defensa        | Obed Rincón        | 66' |
| 49 | Delantero      | Alejandro Castillo | 72' |
| 38 | Centrocampista | Marco Reyna        | 77' |

| 7 | Centrocampista | Hibert Ruiz    | 45' |
| 6 | Centrocampista | Gabino Velasco | 51' |
| 8 | Delantero      | Ismael Valadez | 79' |

| 29' · 38' · 90+2' | Paulo César Chávez Mauricio Romero Juan Carlos Mosqueda | 1:0 2:0 3:0 |

| 37' · 63' | Paulo César Chávez Luis Padilla |

| 35' · 39' · 61' · 84' | Carlos Casartelli Ignacio Carrasco Mateo Fígoli Gabino Velasco |

| 48' · 82' | Alejandro Corona Mateo Fígoli |

| Principal  | Mario Alonso Villa García      |
| Asistentes | Andrés Hernández Delgado       |
|            | Miguel Ángel Hernández Paredes |
| Cuarto     | César Esteban Moreno Roa       |

#### Final - Vuelta
| 58    | POR   | Antonio Pérez     |     |
| 17    | DEF   | Orlando Pineda    | 72' |
| 21    | DEF   | Denis Caniza      |     |
| 34    | DEF   | Aldo Polo         |     |
| 12    | DEF   | Mario Ruiz        | 68' |
| 30    | MED   | Alejandro Corona  |     |
| 7     | MED   | Hibert Ruiz       |     |
| 26    | MED   | Julio Ceja        |     |
| 6     | MED   | Gabino Velasco    | 59' |
| 19    | DEL   | Carlos Casartelli |     |
| 9     | DEL   | Luis Orozco       |     |
| D. T. | D. T. | José Luis Salgado |     |

| 45    | POR   | Pedro Hernández      |     |
| 34    | DEF   | Luis Padilla         |     |
| 33    | DEF   | Pablo Quatrocchi     |     |
| 48    | DEF   | Arturo Ledesma       |     |
| 46    | MED   | Juan Carlos Mosqueda | 45' |
| 47    | MED   | Javier Saavedra      |     |
| 51    | MED   | Carlos Hurtado       | 86' |
| 30    | MED   | Everaldo Barbosa     |     |
| 50    | MED   | Paulo César Chávez   |     |
| 56    | DEL   | Sebastián Maz        |     |
| 59    | DEL   | Mauricio Romero      | 65' |
| D. T. | D. T. | Omar Arellano        |     |

| 8  | Delantero      | Ismael Valadez   | 59' |
| 22 | Centrocampista | Ignacio Carrasco | 68' |
| 11 | Delantero      | Luis Nieves      | 72' |

| 40 | Centrocampista | Juan Hernández     | 45' |
| 49 | Delantero      | Alejandro Castillo | 65' |
| 57 | Defensa        | Obed Rincón        | 86' |

| 50' · 71' | Alejandro Corona Ismael Valadez | 1:0 2:1 |

| 54' | Sebastián Maz | 1:1 |

| 8' · 51' · 62' · 90+2' | Aldo Polo Julio Ceja Denis Caniza Alejandro Corona |

| 8' · 37' · 48' · 51' · 54' · 63' · 79' | Luis Padilla Paulo César Chávez Carlos Hurtado Juan Hernández Everaldo Barbosa Pedro Hernández Alejandro Castillo |

| Principal  | Fernando Guerrero Ramírez        |
| Asistentes | Víctor Javier Gutiérrez Martínez |
|            | Juan Carlos Salinas Salinas      |
| Cuarto     | Israel Perea Vázquez             |

| 58    | POR   | Antonio Pérez     |     |
| 17    | DEF   | Orlando Pineda    | 72' |
| 21    | DEF   | Denis Caniza      |     |
| 34    | DEF   | Aldo Polo         |     |
| 12    | DEF   | Mario Ruiz        | 68' |
| 30    | MED   | Alejandro Corona  |     |
| 7     | MED   | Hibert Ruiz       |     |
| 26    | MED   | Julio Ceja        |     |
| 6     | MED   | Gabino Velasco    | 59' |
| 19    | DEL   | Carlos Casartelli |     |
| 9     | DEL   | Luis Orozco       |     |
| D. T. | D. T. | José Luis Salgado |     |

| 45    | POR   | Pedro Hernández      |     |
| 34    | DEF   | Luis Padilla         |     |
| 33    | DEF   | Pablo Quatrocchi     |     |
| 48    | DEF   | Arturo Ledesma       |     |
| 46    | MED   | Juan Carlos Mosqueda | 45' |
| 47    | MED   | Javier Saavedra      |     |
| 51    | MED   | Carlos Hurtado       | 86' |
| 30    | MED   | Everaldo Barbosa     |     |
| 50    | MED   | Paulo César Chávez   |     |
| 56    | DEL   | Sebastián Maz        |     |
| 59    | DEL   | Mauricio Romero      | 65' |
| D. T. | D. T. | Omar Arellano        |     |

| 8  | Delantero      | Ismael Valadez   | 59' |
| 22 | Centrocampista | Ignacio Carrasco | 68' |
| 11 | Delantero      | Luis Nieves      | 72' |

| 40 | Centrocampista | Juan Hernández     | 45' |
| 49 | Delantero      | Alejandro Castillo | 65' |
| 57 | Defensa        | Obed Rincón        | 86' |

| 50' · 71' | Alejandro Corona Ismael Valadez | 1:0 2:1 |

| 54' | Sebastián Maz | 1:1 |

| 8' · 51' · 62' · 90+2' | Aldo Polo Julio Ceja Denis Caniza Alejandro Corona |

| 8' · 37' · 48' · 51' · 54' · 63' · 79' | Luis Padilla Paulo César Chávez Carlos Hurtado Juan Hernández Everaldo Barbosa Pedro Hernández Alejandro Castillo |

| Principal  | Fernando Guerrero Ramírez        |
| Asistentes | Víctor Javier Gutiérrez Martínez |
|            | Juan Carlos Salinas Salinas      |
| Cuarto     | Israel Perea Vázquez             |

| 58    | POR   | Antonio Pérez     |     |
| 17    | DEF   | Orlando Pineda    | 72' |
| 21    | DEF   | Denis Caniza      |     |
| 34    | DEF   | Aldo Polo         |     |
| 12    | DEF   | Mario Ruiz        | 68' |
| 30    | MED   | Alejandro Corona  |     |
| 7     | MED   | Hibert Ruiz       |     |
| 26    | MED   | Julio Ceja        |     |
| 6     | MED   | Gabino Velasco    | 59' |
| 19    | DEL   | Carlos Casartelli |     |
| 9     | DEL   | Luis Orozco       |     |
| D. T. | D. T. | José Luis Salgado |     |

| 45    | POR   | Pedro Hernández      |     |
| 34    | DEF   | Luis Padilla         |     |
| 33    | DEF   | Pablo Quatrocchi     |     |
| 48    | DEF   | Arturo Ledesma       |     |
| 46    | MED   | Juan Carlos Mosqueda | 45' |
| 47    | MED   | Javier Saavedra      |     |
| 51    | MED   | Carlos Hurtado       | 86' |
| 30    | MED   | Everaldo Barbosa     |     |
| 50    | MED   | Paulo César Chávez   |     |
| 56    | DEL   | Sebastián Maz        |     |
| 59    | DEL   | Mauricio Romero      | 65' |
| D. T. | D. T. | Omar Arellano        |     |

| 8  | Delantero      | Ismael Valadez   | 59' |
| 22 | Centrocampista | Ignacio Carrasco | 68' |
| 11 | Delantero      | Luis Nieves      | 72' |

| 40 | Centrocampista | Juan Hernández     | 45' |
| 49 | Delantero      | Alejandro Castillo | 65' |
| 57 | Defensa        | Obed Rincón        | 86' |

| 50' · 71' | Alejandro Corona Ismael Valadez | 1:0 2:1 |

| 54' | Sebastián Maz | 1:1 |

| 8' · 51' · 62' · 90+2' | Aldo Polo Julio Ceja Denis Caniza Alejandro Corona |

| 8' · 37' · 48' · 51' · 54' · 63' · 79' | Luis Padilla Paulo César Chávez Carlos Hurtado Juan Hernández Everaldo Barbosa Pedro Hernández Alejandro Castillo |

| Principal  | Fernando Guerrero Ramírez        |
| Asistentes | Víctor Javier Gutiérrez Martínez |
|            | Juan Carlos Salinas Salinas      |
| Cuarto     | Israel Perea Vázquez             |

| 58    | POR   | Antonio Pérez     |     |
| 17    | DEF   | Orlando Pineda    | 72' |
| 21    | DEF   | Denis Caniza      |     |
| 34    | DEF   | Aldo Polo         |     |
| 12    | DEF   | Mario Ruiz        | 68' |
| 30    | MED   | Alejandro Corona  |     |
| 7     | MED   | Hibert Ruiz       |     |
| 26    | MED   | Julio Ceja        |     |
| 6     | MED   | Gabino Velasco    | 59' |
| 19    | DEL   | Carlos Casartelli |     |
| 9     | DEL   | Luis Orozco       |     |
| D. T. | D. T. | José Luis Salgado |     |

| 45    | POR   | Pedro Hernández      |     |
| 34    | DEF   | Luis Padilla         |     |
| 33    | DEF   | Pablo Quatrocchi     |     |
| 48    | DEF   | Arturo Ledesma       |     |
| 46    | MED   | Juan Carlos Mosqueda | 45' |
| 47    | MED   | Javier Saavedra      |     |
| 51    | MED   | Carlos Hurtado       | 86' |
| 30    | MED   | Everaldo Barbosa     |     |
| 50    | MED   | Paulo César Chávez   |     |
| 56    | DEL   | Sebastián Maz        |     |
| 59    | DEL   | Mauricio Romero      | 65' |
| D. T. | D. T. | Omar Arellano        |     |

| 8  | Delantero      | Ismael Valadez   | 59' |
| 22 | Centrocampista | Ignacio Carrasco | 68' |
| 11 | Delantero      | Luis Nieves      | 72' |

| 40 | Centrocampista | Juan Hernández     | 45' |
| 49 | Delantero      | Alejandro Castillo | 65' |
| 57 | Defensa        | Obed Rincón        | 86' |

| 50' · 71' | Alejandro Corona Ismael Valadez | 1:0 2:1 |

| 54' | Sebastián Maz | 1:1 |

| 8' · 51' · 62' · 90+2' | Aldo Polo Julio Ceja Denis Caniza Alejandro Corona |

| 8' · 37' · 48' · 51' · 54' · 63' · 79' | Luis Padilla Paulo César Chávez Carlos Hurtado Juan Hernández Everaldo Barbosa Pedro Hernández Alejandro Castillo |

| Principal  | Fernando Guerrero Ramírez        |
| Asistentes | Víctor Javier Gutiérrez Martínez |
|            | Juan Carlos Salinas Salinas      |
| Cuarto     | Israel Perea Vázquez             |

| Campeón Bicentenario 2010 |
| ------------------------- |
|                           |
| Necaxa                    |
| 2° Título                 |

## Descenso
No hubo descenso en este año futbolístico.
| Pos. | Equipo                  | A-2007           | C-2008           | A-2008           | C-2009           | A-2009 | B-2010 | Puntos | PJ | Dif. | Cociente |
| ---- | ----------------------- | ---------------- | ---------------- | ---------------- | ---------------- | ------ | ------ | ------ | -- | ---- | -------- |
| 1.   | León                    | 40               | 33               | 35               | 23               | 21     | 34     | 186    | 98 | +64  | 1.8980   |
| 2.   | Necaxa                  | Primera División | Primera División | Primera División | Primera División | 28     | 32     | 60     | 32 | +17  | 1.8750   |
| 3.   | Tijuana                 | -                | -                | 32               | 33               | 20     | 27     | 112    | 64 | +32  | 1.7500   |
| 4.   | Dorados                 | 35               | 35               | 15               | 31               | 26     | 19     | 161    | 98 | +39  | 1.6429   |
| 5.   | Irapuato                | Segunda División | Segunda División | 30               | 20               | 32     | 23     | 105    | 64 | +21  | 1.6406   |
| 6.   | Veracruz                | Primera División | Primera División | 28               | 30               | 28     | 15     | 101    | 64 | +19  | 1.5781   |
| 7.   | Lobos BUAP              | 30               | 25               | 21               | 25               | 28     | 24     | 153    | 98 | +12  | 1.5612   |
| 8.   | Cruz Azul Hidalgo       | 25               | 28               | 24               | 27               | 25     | 23     | 152    | 98 | +25  | 1.5510   |
| 9.   | Correcaminos UAT        | 36               | 21               | 31               | 20               | 19     | 24     | 151    | 98 | +25  | 1.5408   |
| 10.  | Pumas Morelos           | 14               | 25               | 35               | 24               | 21     | 26     | 145    | 98 | +24  | 1.4796   |
| 11.  | Mérida                  | 17               | 18               | 32               | 30               | 24     | 22     | 143    | 98 | +24  | 1.4592   |
| 12.  | Durango                 | 16               | 31               | 20               | 25               | 20     | 15     | 127    | 98 | −6   | 1.2959   |
| 13.  | Orizaba                 | 23               | 30               | 19               | 20               | 13     | 22     | 127    | 98 | −8   | 1.2959   |
| 14.  | La Piedad               | 17               | 24               | 13               | 26               | 18     | 25     | 123    | 98 | −23  | 1.2551   |
| 15.  | Atlante UTN             | -                | -                | 11               | 21               | 24     | 17     | 73     | 64 | −9   | 1.1406   |
| 16.  | Leones Negros           | 22               | 21               | 19               | 12               | 13     | 13     | 100    | 98 | −49  | 1.0204   |
| 17.  | Guerreros de Hermosillo | 22               | 17               | 15               | 15               | 10     | 10     | 89     | 98 | −58  | 0.9082   |

## Tabla de Goleadores
- Actualizada hasta la jornada 17[2]

| Jugador              | Equipo      | Goles |
| -------------------- | ----------- | ----- |
| Ariel González       | Irapuato    | 11    |
| Carlos Casartelli    | León        | 11    |
| Raúl Enríquez        | Tijuana     | 9     |
| Juan Manuel Cavallo  | Orizaba     | 9     |
| Mauro Gerk           | Tijuana     | 8     |
| Fausto Ruiz          | Atlante UTN | 8     |
| Nelson Sebastián Maz | Necaxa      | 7     |
| Rafael Murguía       | La Piedad   | 7     |
| Luis Alberto Orozco  | León        | 7     |
| Cuauhtémoc Blanco    | Veracruz    | 5     |